# Аваш (холм)
А́ваш — холм вулканического происхождения в районе города Мишкольц, Венгрия.
Его вершина (234 м над уровнем моря, 104 м над городом) является высшей точкой Мишкольца. На вершине холма стоит телевизионная башня высотой 72 метра, которая была построена в 1963 году и являлась символом города. Со смотровой площадки телевизионной башни открывается замечательная панорама на город и его окрестности. Предыдущая башня была сделана из дерева по проекту Балинта Сегхалми и по форме напоминала деревянную церковь. Она была уничтожена советскими солдатами во время революции в 1956 году.
Название холма происходит от древнего венгерского слова «запрещено», поскольку пастухам был запрещен выпас их стад на холме, чтобы не обрушились старые винные погреба.

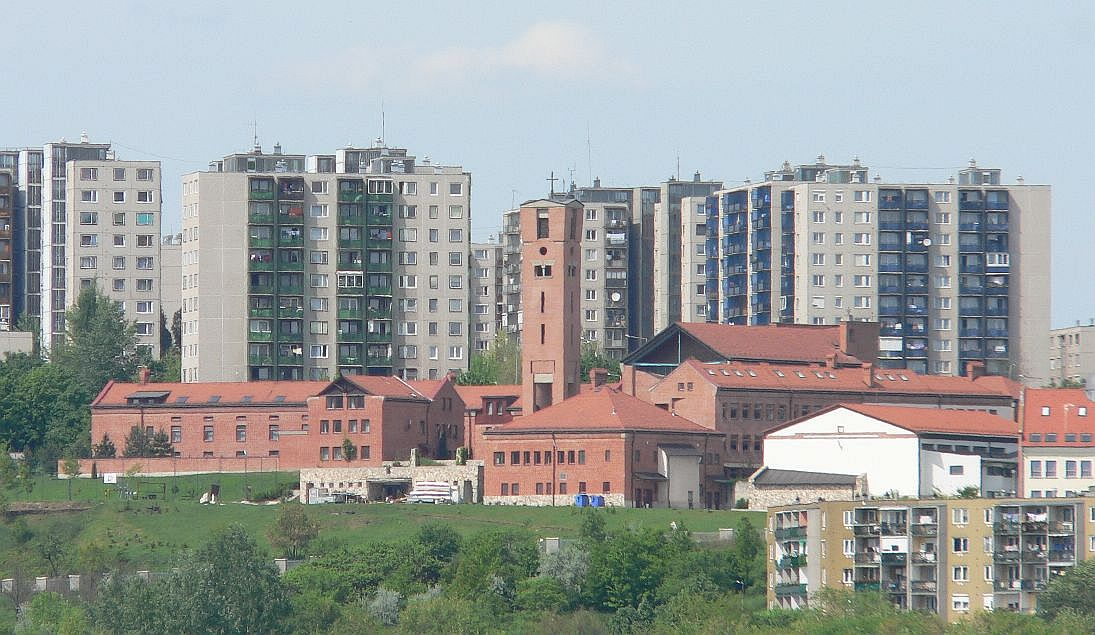
Иезуитская средняя школа и церковь в окружении жилых домов

В начале XX века на холме Аваш было обнаружено несколько доисторических артефактов, доказывающих, что здесь жили люди, принадлежащие к селетской культуре (название эта культура получила от пещеры Селета, где были обнаружены важные археологические находки). Пещеры Аваша, в которых жили древние люди, теперь используются в качестве винных погребов.
На северной части холма, недалеко от площади Эржебет находится готический протестантский собор Аваш XIII века с колокольней — древнейшее здание Мишкольца (другая древнейшая постройка — замок Дьёшдьёр). Район вырытых неподалёку в песчанике винных погребов получил название Кис Аваш (Avas KIS) или «малый Аваш».
В южной части холма Аваш находится крупнейший жилой комплекс города (Аваш-Юг) — типичный район эпохи социализма с многоэтажными панельными домами, в которых проживает одна треть населения города.